# Jodis accumulata
Jodis accumulata là một loài bướm đêm trong họ Geometridae.